# Подгородненский сельский совет
Подгородненский сельский совет (укр. Підгородненьська сільська рада) — бывшая административно-территориальная единица в Бахчисарайском районе в составе Крымской области УССР в СССР, до 1954 года — в составе Крымской области РСФСР в СССР. 
Территория сельсовета занимала земли в центре района, в основном в продольном понижении, между Внутренней и Внешней Грядами Крымских гор, от долины Бельбека до Альмы.
Образован, как Эски-Юртский сельсовет, в 1930-х годах, так как впервые упоминается в справочнике 1941 года, 21 августа 1945 года, указом Президиума Верховного Совета РСФСР, Эски-Юртский сельсовет был переименован в Подгородненский. Максимальных размеров достиг, видимо, после реализации в 1962 году указа Президиума Верховного Совета УССР «Об укрупнении сельских районов Крымской области».
На 1968 год совет включал 16 сёл:
- Подгородное
- Ароматное
- Белокаменное
- Викторовка
- Дачное
- Длинное
- Железнодорожное
- Маловидное
- Мостовое
- Новенькое
- Репино
- Речное
- Розовое
- Сирень
- Тургеневка
- Фурмановка

Упразднён в 1970 году в результате разукрупнения.